# Leena Meri
Leena Kristiina Meri, född 12 april 1968 i Helsingfors, är en finländsk politiker (Sannfinländarna). Hon är ledamot av Finlands riksdag sedan maj 2015 efter att ha tillträtt som riksdagsledamot från en suppleantplats när Pirkko Ruohonen-Lerner tillträdde som ledamot av Europaparlamentet. Meri är vicehäradshövding.
Meri fick en suppleantplats i riksdagsvalet 2015 med 2 493 röster från Nylands valkrets.